# Let's Just Do It
Let's Just Do It är en postumt utgiven låt med den bortgångna amerikanska rapparen/sångerskan Lisa Lopes. Släppt som hennes första singel från det postumt utgivna andra studioalbumet "Eye Legacy" den 13 januari 2009. Producerad av Marcus DL och Surefire Music Group.
Singeln fick positivt bemötande från kritiker men sålde mindre än 1000 nedladdningar under första veckan vilket resulterade i att låten ej gavs ut internationellt.

## Bakgrund
Originalversionen spelades in 1998 och var en möjlig låt till TLC:s album FanMail (1999) men valdes senare bort eftersom den inte passade albumets "sound" då de fokuserade på en mer futuristisk produktion.
När idén om Lisas "Eye Legacy" började framträda inkluderades "Let's Just Do It" som sedan även valdes som albumets ledande singel (första singel).
2008 spelade Missy Elliott in en ny del på låten som också fick ett nytt bas-arrangemang.
Singeln spelades först den 5 november 2008 på amerikansk radio.

## Medias mottagande
Trots de låga nedladdningssiffrorna fick "Let's Just Do It" bra kritik från bland annat Billboard som kommenterade låten; "Energin som var TLCs signatur finns där och påminner om varför de var den största R&B-gruppen i historien. Marcus DLs ny-producerade arrangemang är väldigt medryckande".

## Listprestation
Låten sålde mindre än 1.000 nedladdningar enligt Nielsen SoundScan, tack vare detta misslyckades låten att ta sig in på några musiklistor vilket resulterade i att låten aldrig släpptes utomlands.        

## Releasehistorik
| Land | Datum           | Label                                  | Format           |
| ---- | --------------- | -------------------------------------- | ---------------- |
| USA  | 5 november 2008 | Mass Appeal Entertainment/Koch Records | Radio            |
| USA  | 13 januari 2009 | Mass Appeal Entertainment/Koch Records | Digital download |